# سحمه (ريمة)

تعديل مصدري - تعديل

جبل سحمه أو قرية سحمه  هي إحدى قرى عزلة بني واقدالواقعة ضمن مديرية الجعفرية التابعة لمحافظة ريمة، بلغ تعداد سكانها (611) نسمة حسب تعداد اليمن لعام 2004.

## المحلات التابعة للقرية
- الجبل
- الذاري
- المصبحي
- السهل

## روابط خارجية
- الدليل الشامــل

لا_وصلة_قسم_جديد__